# Jewgienij Szarapow
Jewgienij Szarapow, ukr. Євген Шарапов (ur. 29 października 1981) – ukraiński szachista, arcymistrz od 2010 roku.

## Kariera szachowa
W 2000 roku podzielił V m. (wspólnie z m.in. Jewhenem Mirosznyczenką i Andrijem Wołokitinem) w rozegranym w Sewastopolu finale indywidualnych mistrzostw Ukrainy. W 2002 zwyciężył (wspólnie z m.in. Jurijem Kuzubowem) w turnieju B memoriału Michaiła Czigorina w Petersburgu. W 2004 zwyciężył w Koszalinie (memoriał Józefa Kochana) oraz podzielił I m. (wspólnie z Witalijem Koziakiem) w Przełazach; w 2006 odniósł zwycięstwa w Symferopolu, Kołobrzegu i Krakowie (międzynarodowe mistrzostwa Małopolski), natomiast w 2007 – w Gorzowie Wielkopolskim, Przełazach i Wrocławiu (międzynarodowe mistrzostwa miasta). W 2008 i 2009 wypełnił dwie normy arcymistrzowskie, zwyciężając w turniejach rozegranych w Witinie i Eupatorii. W 2009 podzielił również I m. (wspólnie z Wadymem Szyszkinem i Dominikiem Orzechem) w Górze Świętej Anny oraz zwyciężył w Chojnicach i Łazach. Na przełomie 2010 i 2011 podzielił I m. (wspólnie z Ołeksandrem Zubowem, Marcinem Sieciechowiczem i Kamilem Dragunem) w cyklicznym turnieju Cracovia w Krakowie.
Najwyższy ranking w dotychczasowej karierze osiągnął 1 stycznia 2010; z wynikiem 2522 punktów zajmował wówczas 52. miejsce wśród szachistów ukraińskich.